# Cratone della Cina del Sud

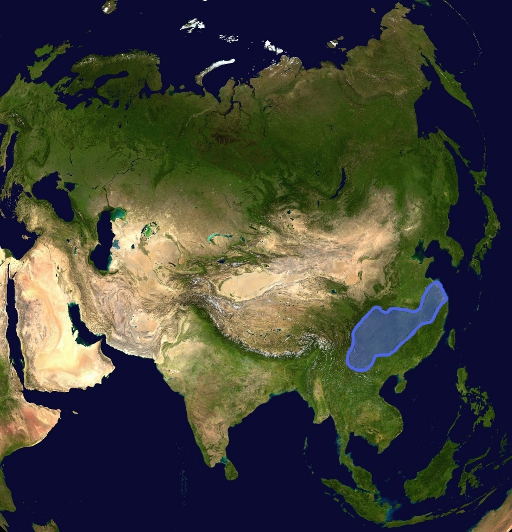
Localizzazione del cratone della Cina del Sud nell'Asia.

Il cratone della Cina del Sud, chiamato anche cratone Yangtze o continente Cina del Sud, era un antico cratone (o continente) che conteneva parti delle odierne Cina del Sud, Sudest cinese, Indocina e parti dell'Asia meridionale come il Borneo e le isole adiacenti. Il cratone ha fatto parte di alcuni antichi supercontinenti come Rodinia, Pannotia, Gondwana, Pangea e Laurasia.

## Precambriano
Il supercontinente Rodinia si formò circa un miliardo di anni fa, nel tardo Proterozoico. Il cratone della Cina del Sud faceva parte della Rodinia ed era delimitato a nord dall'oceano Mirovia, a est dal continente Siberia, a ovest dall'Australia e a sud dalla Laurentia. 750 milioni di anni fa, la Rodinia si fratturò e la Cina del Sud divenne un continente isolato.
Cento milioni di anni più tardi, i pezzi frammentati del continente si riunirono per formare il supercontinente Pannotia. La Cina del Sud andò in collisione con il cratone della Cina del Nord e con la parte orientale della Gondwana, principalmente l'Australia.

## Paleozoico
Quando la Pannotia si disintegrò 550 milioni di anni fa, il cratone della Cina del Nord e quello della Cina del Sud divennero parte della Gondwana orientale, dove rimasero per milioni di anni. Nel tardo Siluriano, 175 milioni di anni dopo la disintegrazione della Pannotia, i due cratoni della Cina del Nord e del Sud si staccarono dalla Gondwana e si mossero attraverso l'antico oceano Prototetide, già in contrazione, mentre andava formandosi l'oceano Paleotetide. Nel Carbonifero superiore (300 milioni di anni fa), mentre il cratone della Cina del Nord andava collidere contro i continenti Siberia e Kazakhstania, chiudendo del tutto l'oceano Prototetide, la Cina del Sud divenne un continente indipendente. Per larga parte del Permiano la Cina del Sud stazionò a latitudini tropicali. 
Mentre molte delle Lycopodiopsida giganti del Carbonifero scomparivano, essere sopravvissero nella Cina del Sud, isolata dalla neo formata Pangea. Il microcontinente Cimmeria, costituito dagli attuali Tibet, Iran, Turchia e parte dell'Asia sudorientale, si staccò dalla Gondwana (come avevano già fatto in precedenza la Cina del Nord e del Sud) migrando verso la Laurasia. L'oceano Paleotetide cominciò a restringersi mentre si espandeva il nuovo oceano Tetide. Nel Triassico medio, la porzione orientale della Cimmeria entrò in collisione con il cratone della Cina del Sud ed insieme si diressero a nord verso la Laurasia.

## Mesozoico e Cenozoico
Nel Triassico superiore, la Cina del Sud entrò in collisione con la Cina del Nord, dando luogo all'attuale Cina. I due cratoni del Nord e del Sud sono rimasti assieme dal tempo della loro collisione nel Giurassico. In gran parte della Cina del Sud si formarono catene montuose in seguito alla collisione dell'India con la linea costiera meridionale della Cimmeria.